# Batalla del río Burbia
La batalla del río Burbia fue un enfrentamiento militar ocurrido en el año 791 entre las tropas del Reino de Asturias, dirigidas por el rey Bermudo I el Diácono, y las del Emirato de Córdoba, encabezadas por Yusuf ibn Bujt, en el contexto de las razias del emir Hisham I contra los rebeldes cristianos del norte de la península ibérica. El encuentro, que tuvo lugar cerca del río Burbia, posiblemente en lo que hoy es Villafranca del Bierzo (León, España), se saldó con una victoria musulmana.

## La batalla
El emir estaba dispuesto a anexionarse el Reino de Asturias. Organizó dos ejércitos: uno debía conquistar la zona de Galicia y el otro las Vascongadas. Cuando Hisham I volvía con el botín de sus saqueos los cristianos atacaron. Los musulmanes, con el hábil general Yusuf ibn Bujt, lograron defenderse y aplastaron a las fuerzas astures.

## Consecuencias
La derrota del ejército astur provocó la abdicación del rey Bermudo en favor de Alfonso II el Casto, hijo del antiguo rey de Asturias Fruela, nieto de Alfonso I el Católico y bisnieto de Don Pelayo. La primera medida de Alfonso sería trasladar la capital a Ovetao (Oviedo en la actualidad). Fue coronado según el rito de los anteriores reyes visigodos de Toledo el 14 de septiembre de 791.
Por su parte, Bermudo regresó a su antiguo estado clerical (791), muriendo en una fecha cercana o posterior al año 797. Sería recordado como un rey generoso, magnánimo e ilustrado. 
Esta derrota obligó a postergar la Reconquista durante numerosos años.